# إلما (نيويورك)
إلما (بالإنجليزية: Elma, New York) هي بلدة أمريكية تقع في الولايات المتحدة في نيويورك (ولاية). يقدر عدد سكانها بـ 11,317 نسمة .